# Płebaniwka
Płebaniwka (ukr. Плебанівка) – wieś na Ukrainie, w obwodzie  winnickim, w rejonie żmeryński, w hromadzie Szarogród.